# Campion rubellus
Campion rubellus är en insektsart som beskrevs av Navás 1914. Campion rubellus ingår i släktet Campion och familjen fångsländor. Inga underarter finns listade i Catalogue of Life.